# Палата краља Николе
Палата краља Николе или краљевски двор Цетиње се налази на Цетињу у Црној Гори и више од педесет године је служио као седиште српско–црногорске краљевске породице. Године 1926. постаје музеј, а од 1980. једно од одељења Владиног дома на Цетињу.

## Историја
Мала палата је грађена од 1863. до 1867. године у једноставном стилу типичном за цетињске куће са одређеним елементима неокласицизма. Ентеријер је дизајниран у стилу историцизма и арт нува. У улазном холу су изложени црногорски крунски драгуљи, који су најпопуларнија изложба Владиног дома на Цетињу. Краљевска башта је саграђена 1870. године као алеја борова. Вртови су обновљени 1971. године. Садрже цветне леје са крокусима, геранијумима, лалама и грмовима ружа и јасмина. У задњем делу баште се налази гај кедровине са доминантном вилом са малим летњиковцем који је служио као пансион за стране посетиоце.